# The Hermitage (Perth and Kinross)

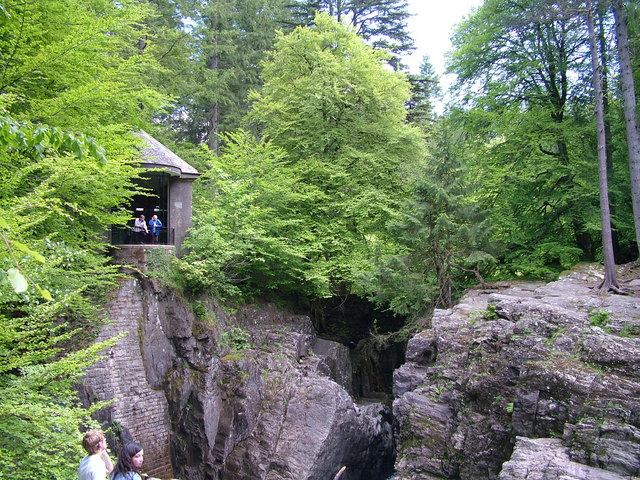
The Hermitage

The Hermitage ist eine Parkanlage in der Nähe der schottischen Stadt Dunkeld, in der Council Area Perth and Kinross. Der Park wurde Mitte des 18. Jahrhunderts von John Murray, 3. Duke of Atholl angelegt, um den mystischen Dichter und Barden Ossian zu ehren. Der Park lag in der Nähe von Dunkeld House, einem Nebensitz der Dukes of Atholl. Seit 1943 wird der Park vom National Trust for Scotland verwaltet.

## Beschreibung
The Hermitage ist ein Park in der Nähe der Stadt Dunkeld am River Braan. Er war Teil des Landschaftsgarten von Dunkeld House und als Vergnügungspark geplant, in dem exotische Pflanzen gesetzt und Follys gebaut wurden. Die heutige Größe beträgt gute 13 ha, und das Gelände wird vom National Trust for Scotland (NTS) verwaltet. Besonders erwähnenswert sind die Douglasien, die vor rund 200 Jahren gepflanzt wurden und die zu den größten dieser Bäume in Großbritannien zählen. Über den Braan führt die Hermitage Bridge, die 1971 in die schottischen Denkmallisten in der höchsten Denkmalkategorie A aufgenommen
Durch das Gelände führen viele Wege, auf denen man den Park erkunden und über die man Ossian’s Hall und Ossian’s Cave erreichen kann.

### Ossian’s Hall und Ossian’s Cave
Ursprünglich stand an dieser Stelle ein 1757 erbautes Sommerhaus, in dem sich die Eigentümer von den Strapazen des Alltags zurückziehen und sich erholen konnten, eine Einsiedelei, die dem Ort den Namen gab. 1782–83 wurde dieses Gebäude durch Ossian’s Hall ersetzt. Das Äußere von Ossian’s Hall ähnelt einem kleinen, runden Tempel, das Innere ist ein luxuriös ausgestatteter Raum zum Zurückziehen, der mit Gemälden, Plastiken und Spiegeln dekoriert ist. Beim Betreten tritt man zuerst in einen runden Vorraum ein, in dem man auf ein nahezu lebensgroßes Bild Ossians zugeht. Durch Betätigen eines versteckten Flaschenzugs wird das Bild in eine Nische geschoben und man kann den hell erleuchteten eigentlichen Innenraum betreten. Das Geräusch des gegenüberliegenden Wasserfalls wird hier durch die Akustik des Gebäudes verstärkt und die Spiegel an den Wänden und der Decke reflektieren den Wasserfall, sodass die Illusion entsteht, das Wasser käme von allen Seiten.
Ossian’s Hall wurde 1869 teilweise gesprengt, möglicherweise aus Protest gegen die Maut, die der 7. Duke of Atholl für die Brücke in Dunkeld erhob. Nach der Reparatur wurde das Bild Ossians durch eines von William Duff ersetzt, einem Günstling von Queen Victoria. Zu Beginn des 20. Jahrhunderts verfiel Ossian’s Hall aber mehr und mehr, bis es 1951 vom NTS gerettet wurde. Dabei wurden einige der Raffinements nicht erneuert. 2007 wurde Ossian’s Hall erneut renoviert und im Rahmen der Arbeiten wurden diese Elemente wieder installiert, um den Besuchern diese Effekte wieder bieten zu können.
Ossian’s Cave ist eine romantisierte Ausführung einer Eremitenhöle. Sie besteht aus einem ovalen Innenraum der teilweise aus Natursteinen gemauert ist, der Eingang besteht aus einem auch aus Natursteinen gemauertem Rundbogen. Als Baudatum wird das Jahr 1785 angenommen.

Ossian’s Hall und Ossian’s Cave
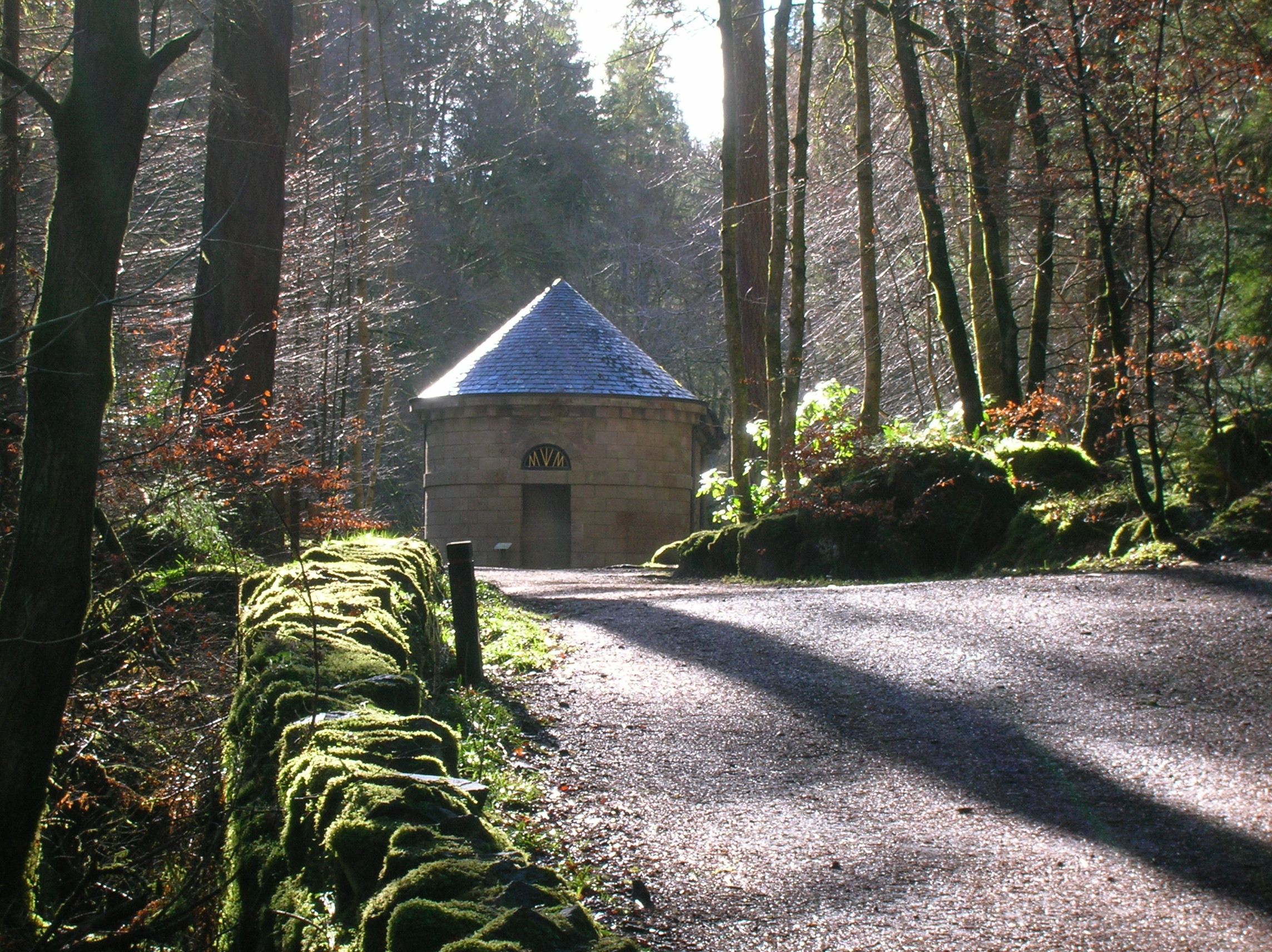
Ossian’s Hall
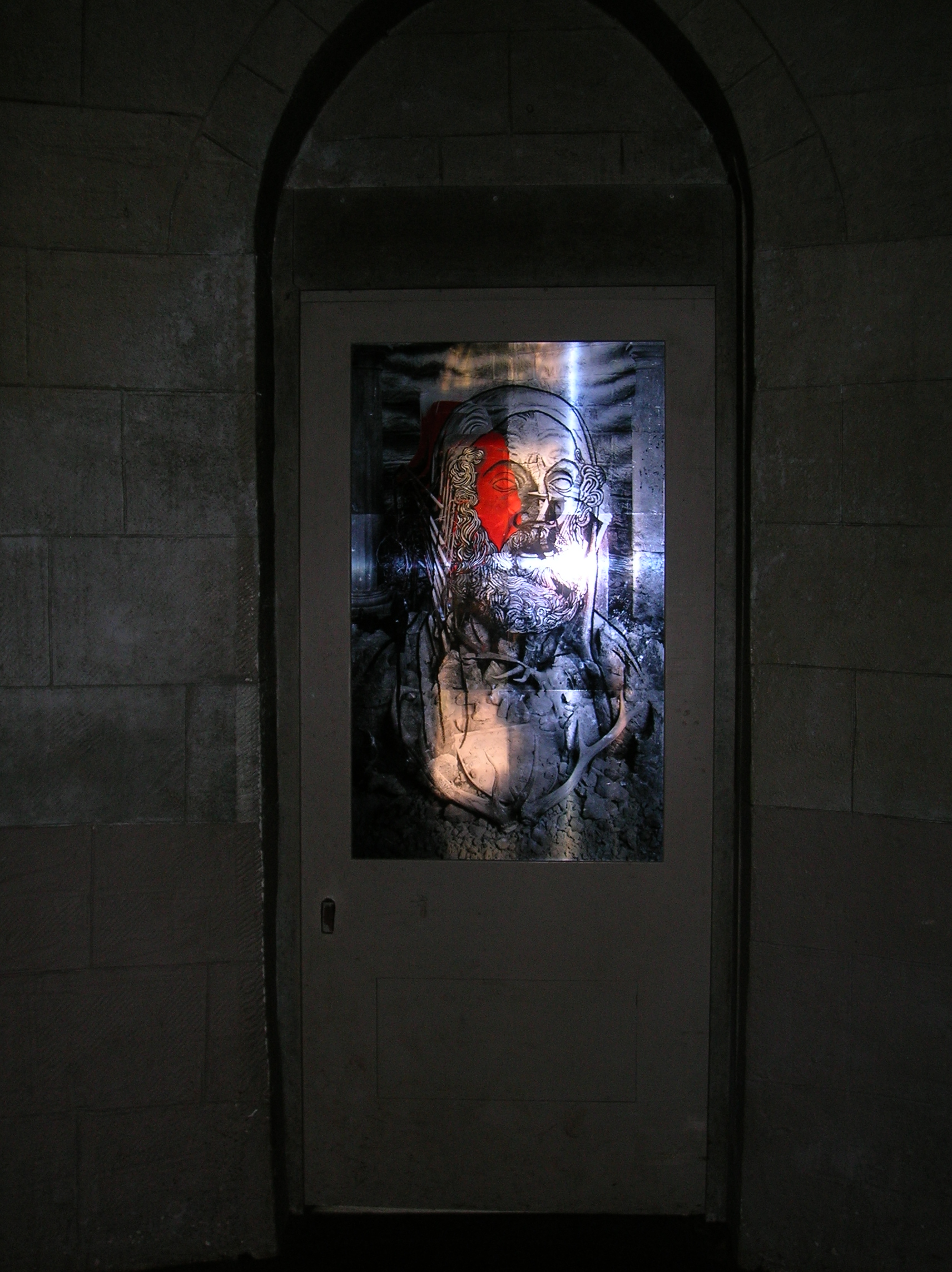
Ossian in Ossian’s Hall
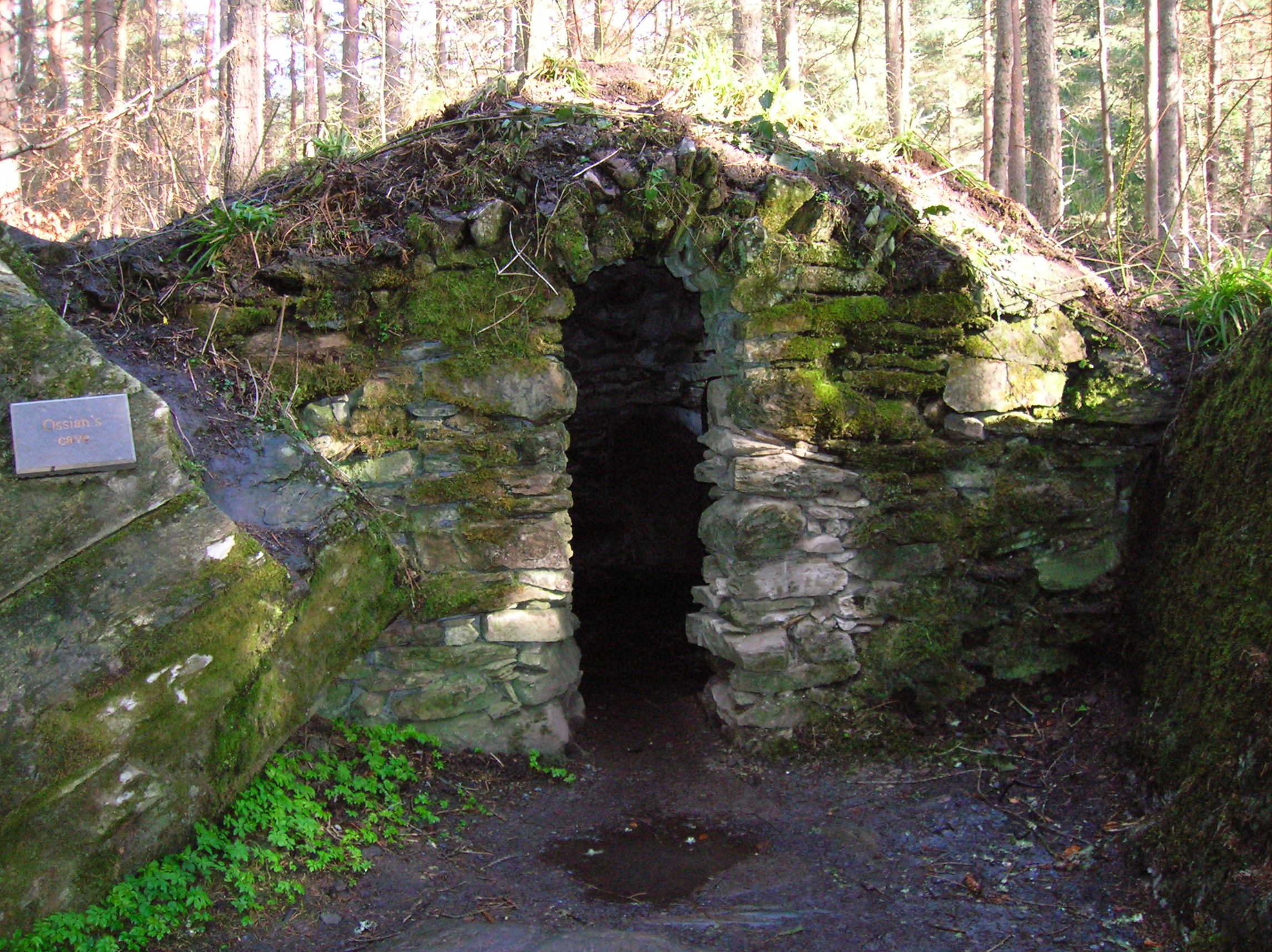
Frontansicht der Ossian’s Cave

Ossian’s Hall und Ossian’s Cave wurden 1971 in die schottischen Denkmallisten in der zweithöchsten Denkmalkategorie B aufgenommen.

### Black Linn Falls
Die Black Linn Falls sind ein Wasserfall des River Braan. Von Ossian’s Hall kann man darauf schauen und durch die dort installierten Effekte optisch und akustisch genießen.

Black Linn Falls
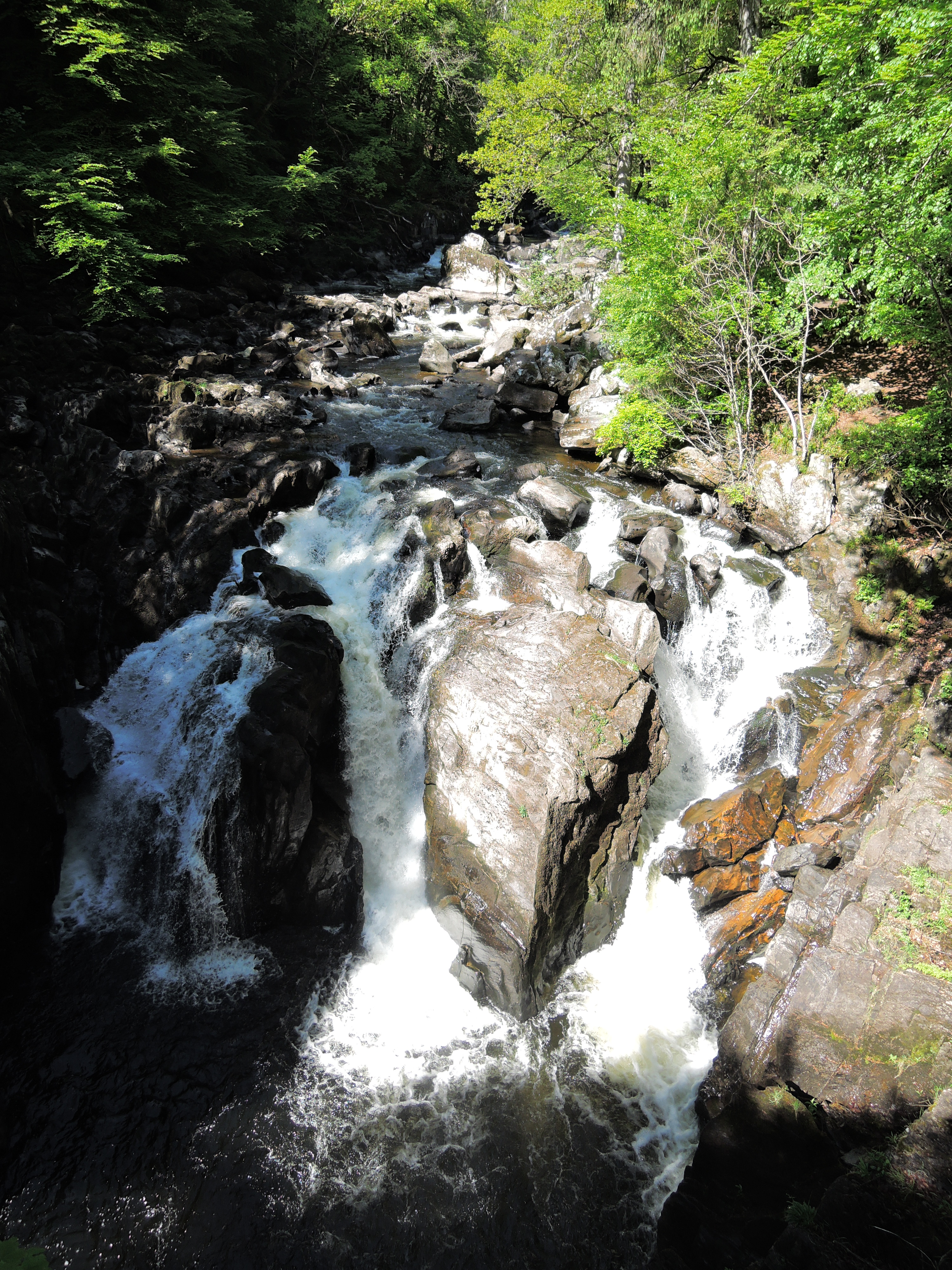
Black Linn Falls
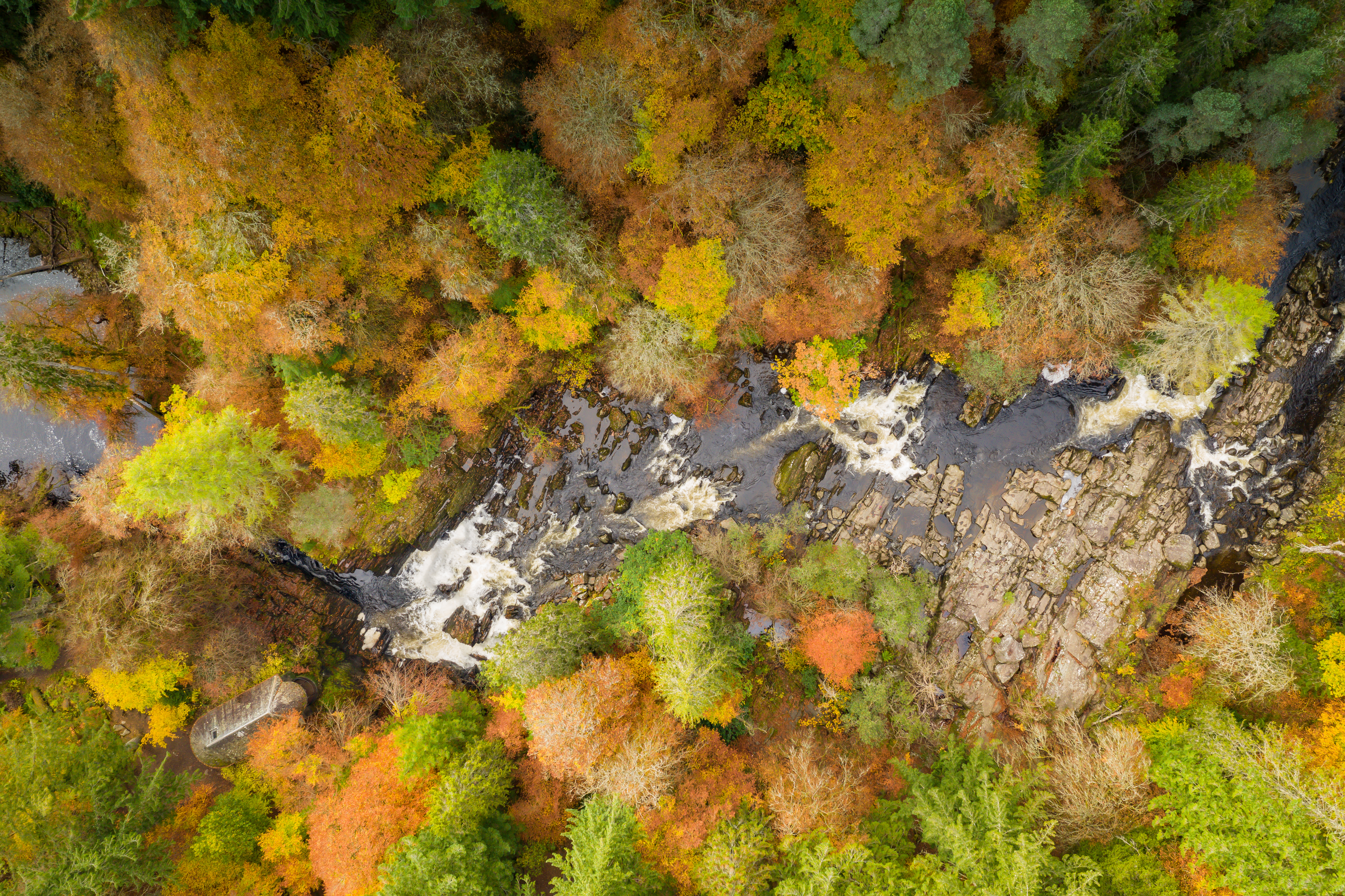
Ossian’s Hall und Black Linn Falls (Drohnenaufnahme)

### Big Tree Country
Auf dem Gelände von The Hermitage wurden zum Ende des 18. Jahrhunderts Douglasien gepflanzt, die mittlerweile zu den größten Exemplaren in Großbritannien zählen. Der höchste Baum war 61 m hoch, als er Anfang 2017 umstürzte. Es gibt aber auch andere Bäume wie eine ähnlich alte Libanon-Zeder in der Nähe Hermitage Bridge.

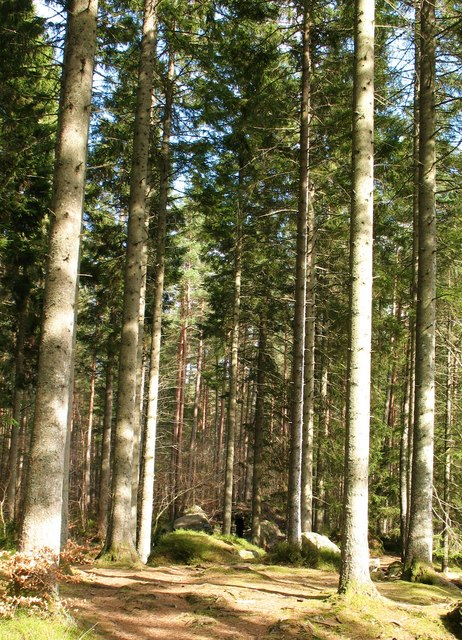
Douglasien in The Hermitage
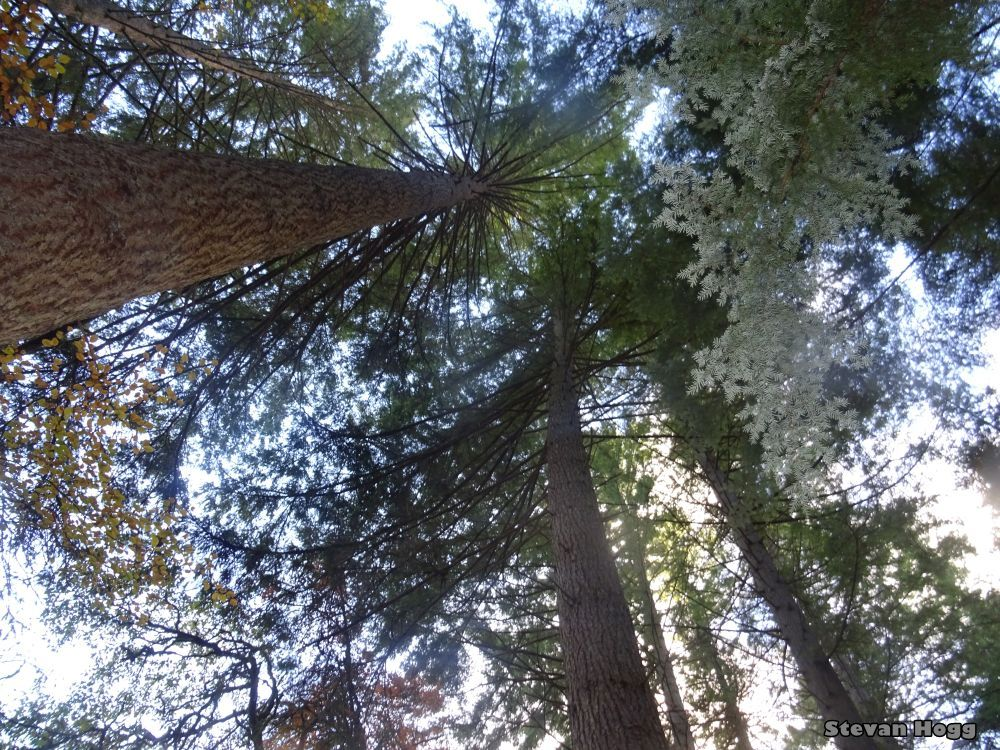

### Flora und Fauna
Auch wenn The Hermitage ein künstlich angelegter Park ist, hat sich im Laufe der Zeit eine vielfältige Flora und Fauna etabliert. Neben den Bäumen gibt es eine Vielzahl kleinerer Pflanzen. Im Frühling gibt es Teppiche von Glockenblumen (Scottish bluebell) und Schneeglöckchen (Snowdrops), im Laufe des Jahrs Sauerklee und Veilchen.

Pflanzen in The Hermitage
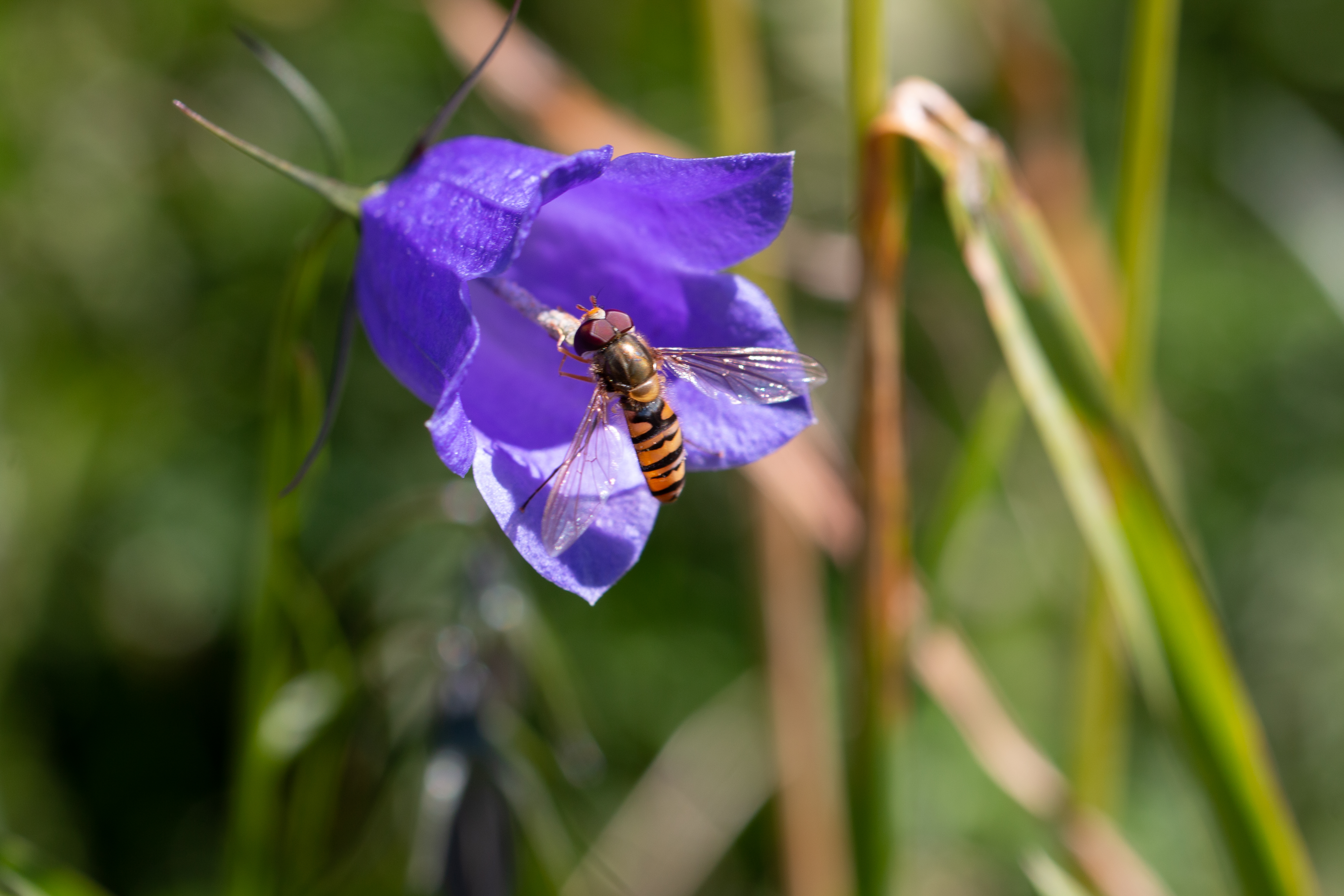
Rundblättrige Glockenblume (Scottish bluebell)
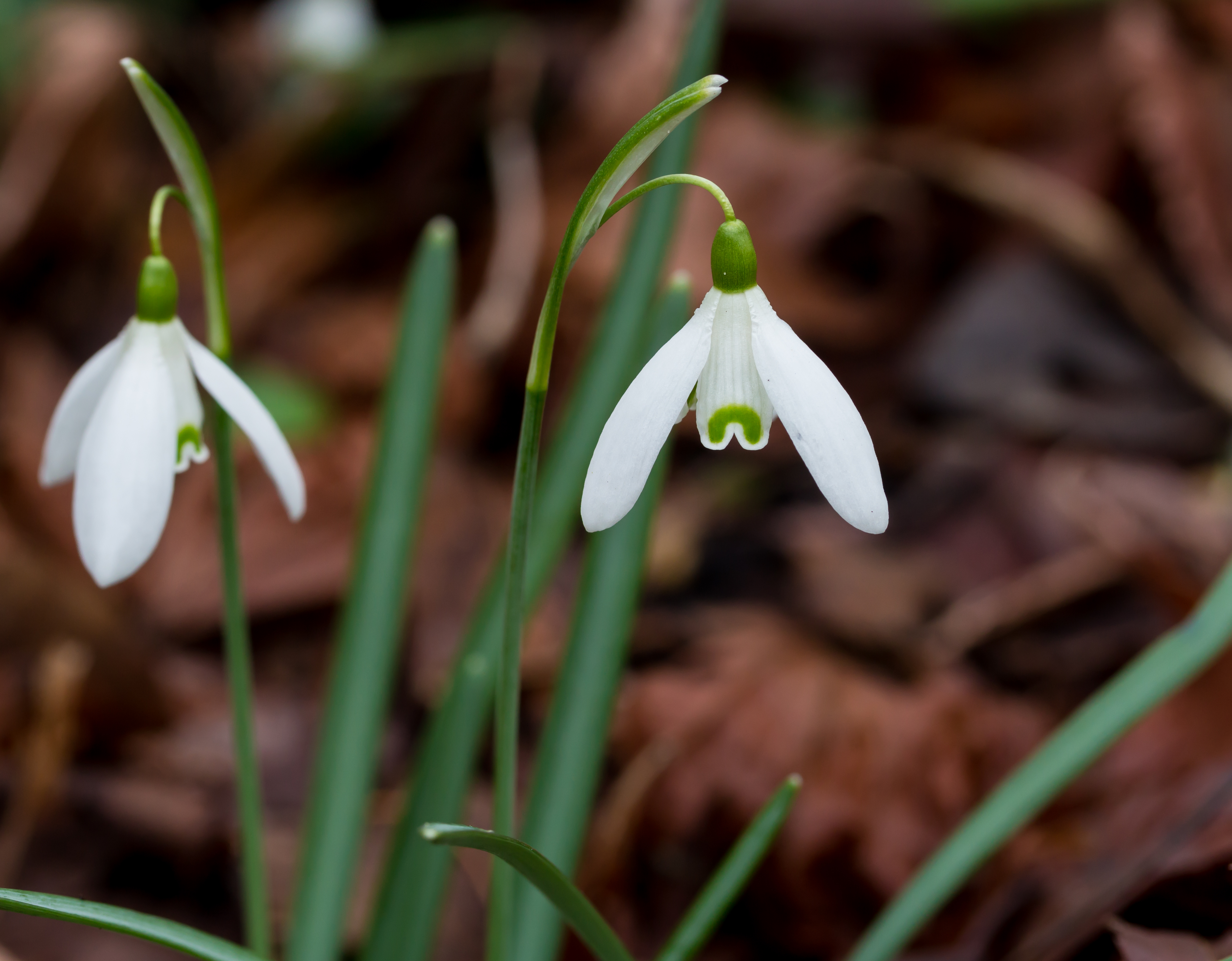
Schneeglöckchen (Snowdrops)
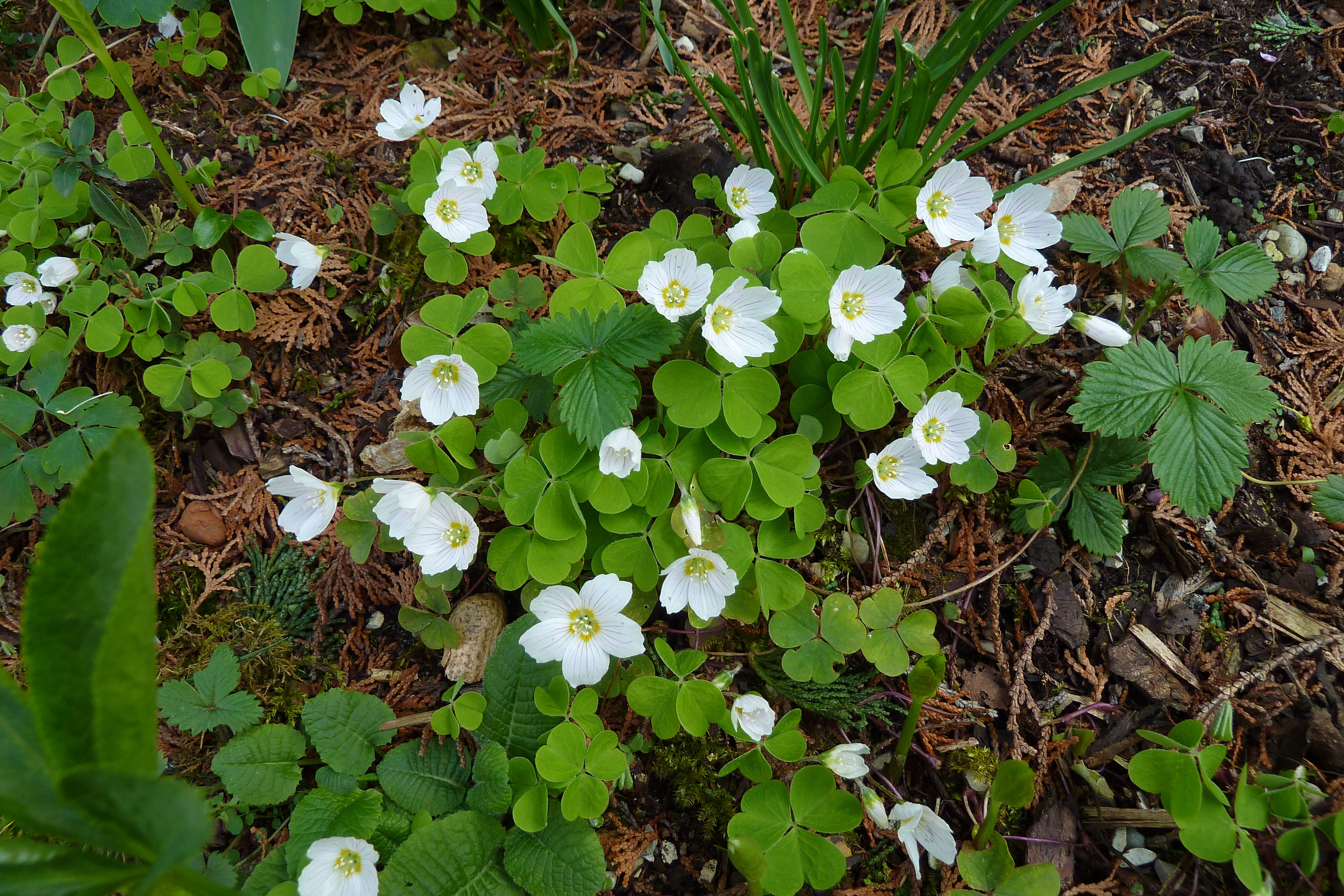
Sauerklee (Wood sorrel)
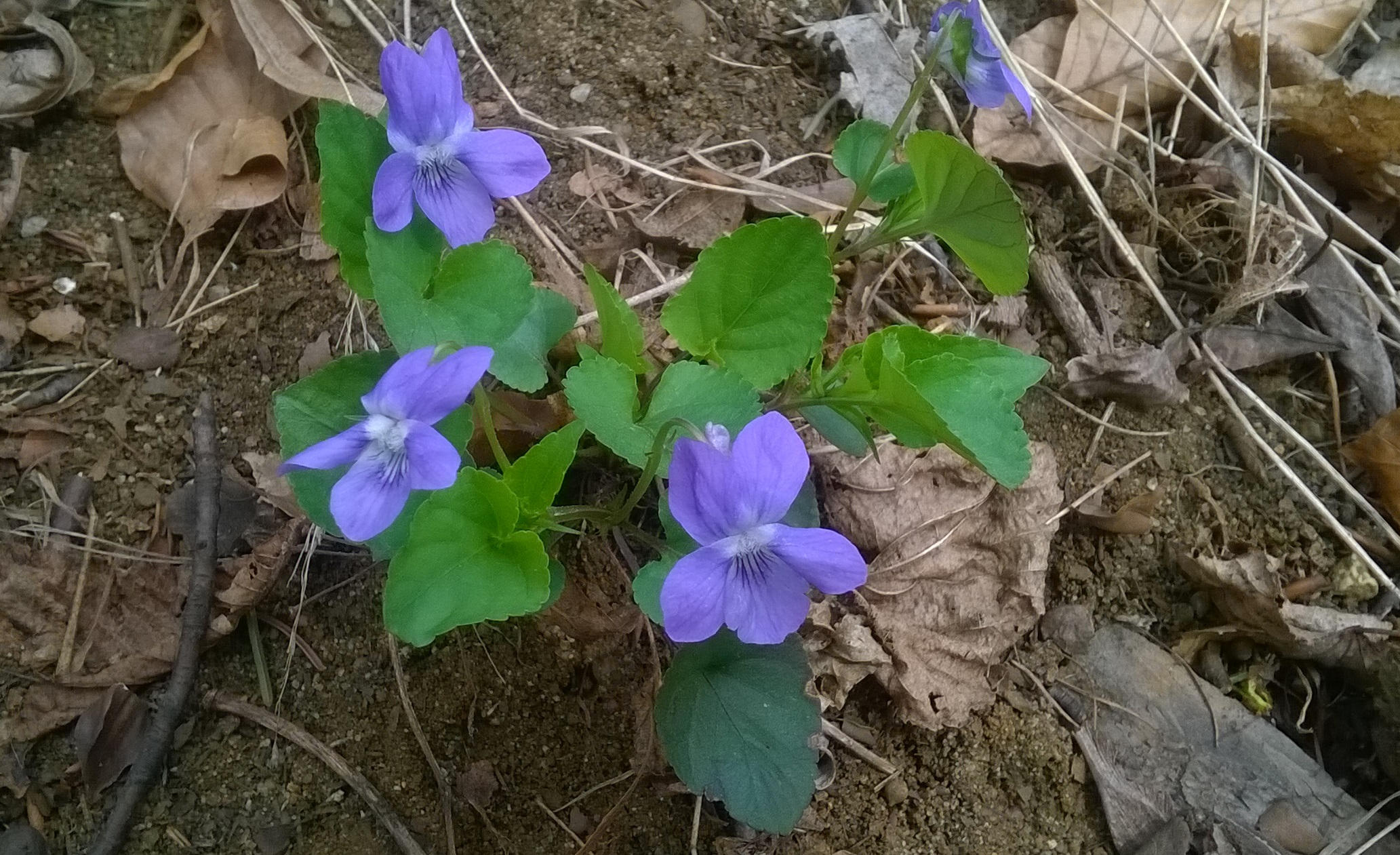
Hain-Veilchen (Common Dog violets)

Auch Tiere kommen in The Hermitage vor. Fische, Vögel, Säugetiere und Insekten. Eine Auswahl zeigt die Galerie.

Tiere in The Hermitage
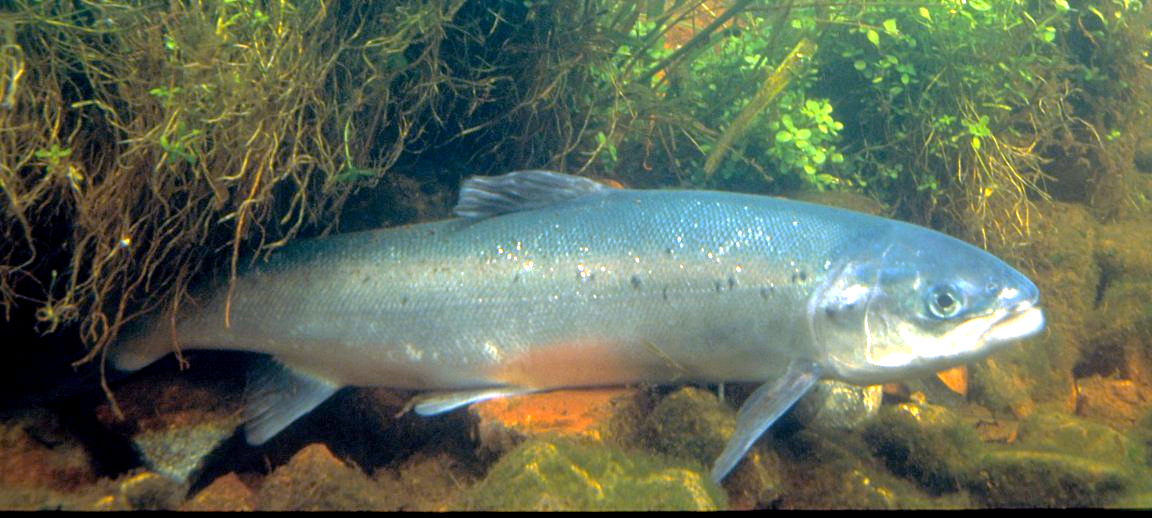
Atlantischer Lachs (Atlantic salmon)
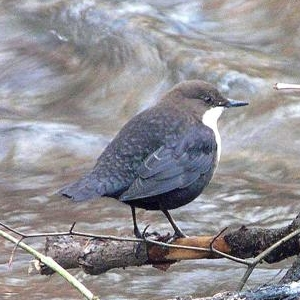
Wasseramsel (Dipper)
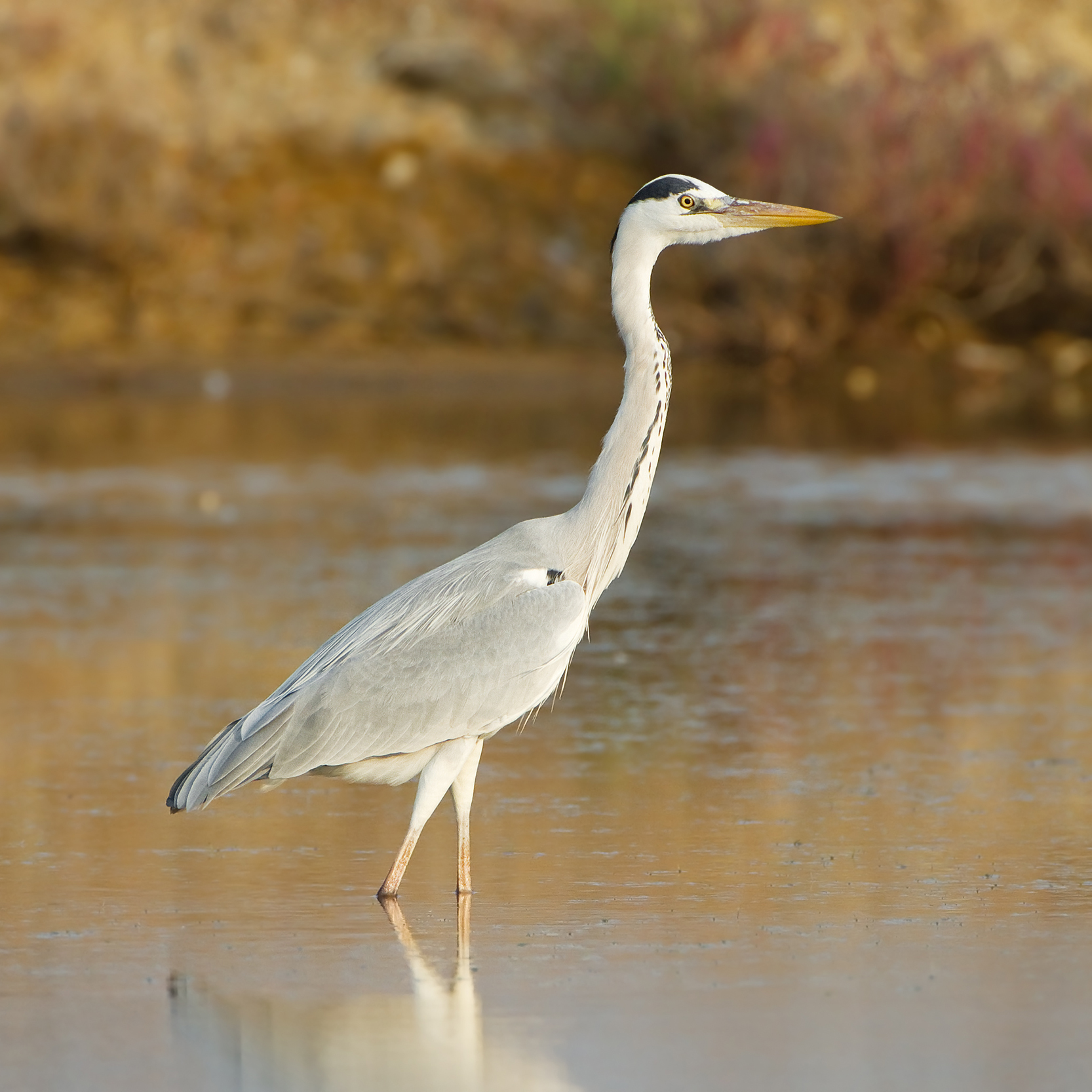
Graureiher (Grey heron)
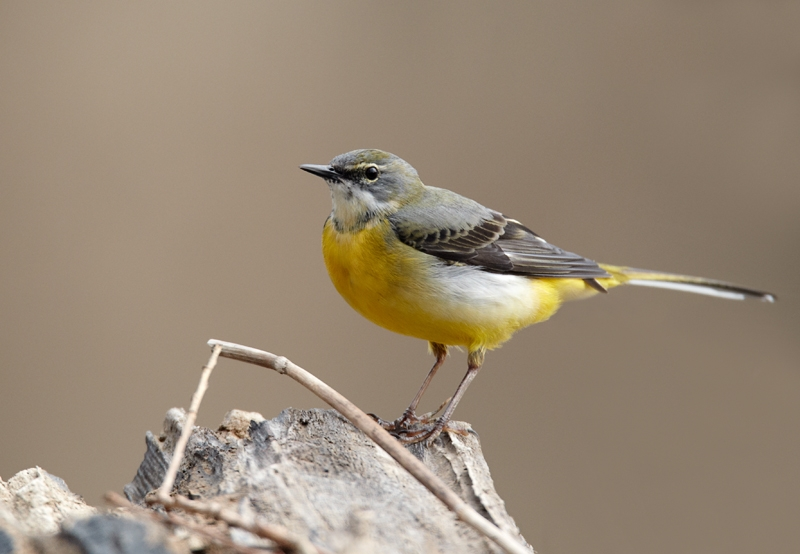
Gebirgsstelze (Grey wagtail)
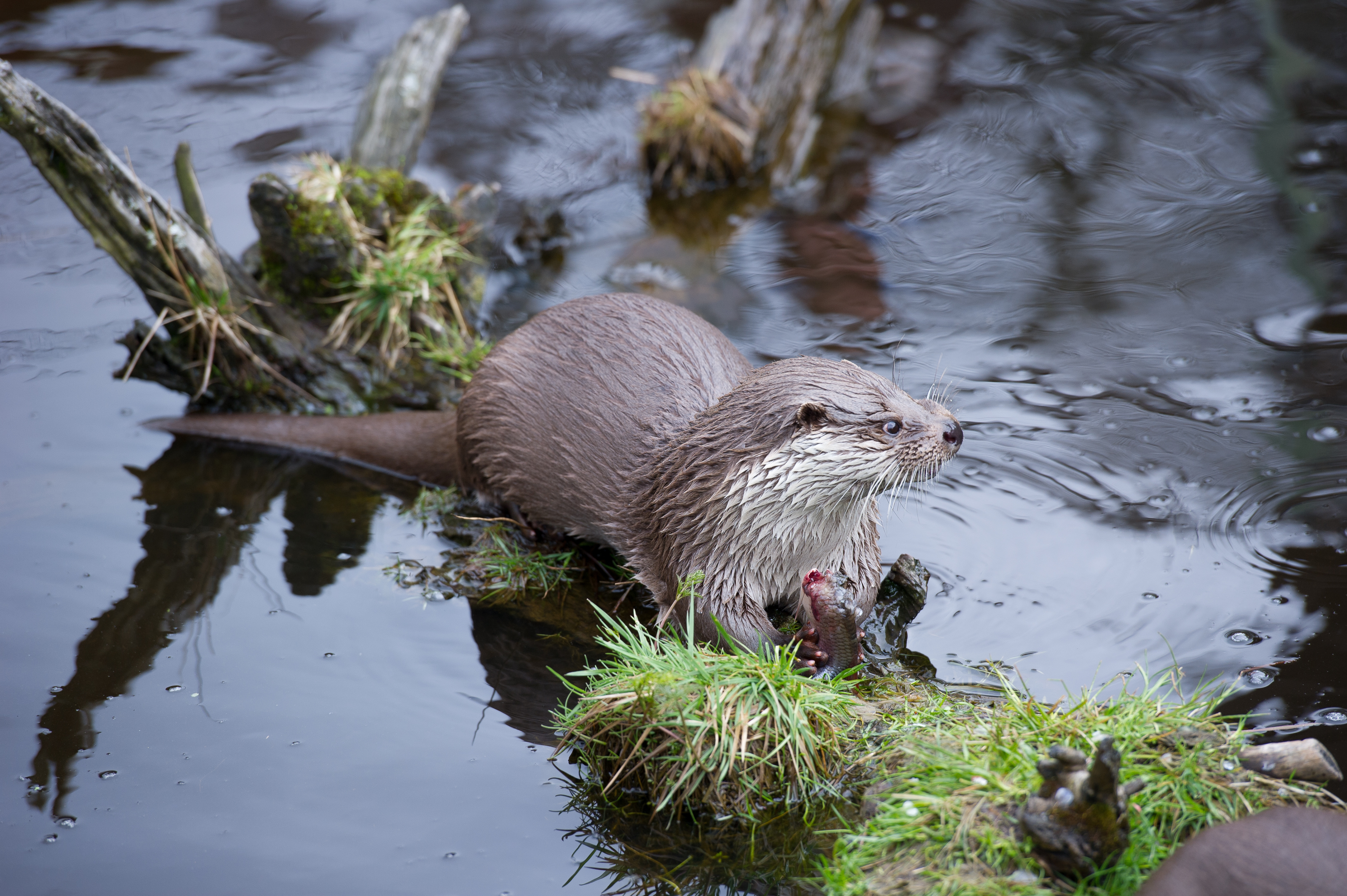
Otter
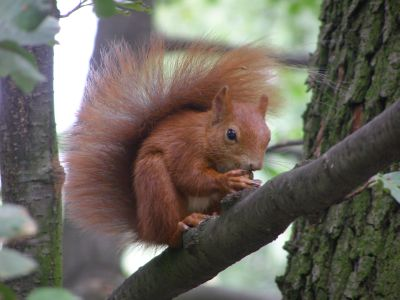
Eichhörnchen (Red squirrel)
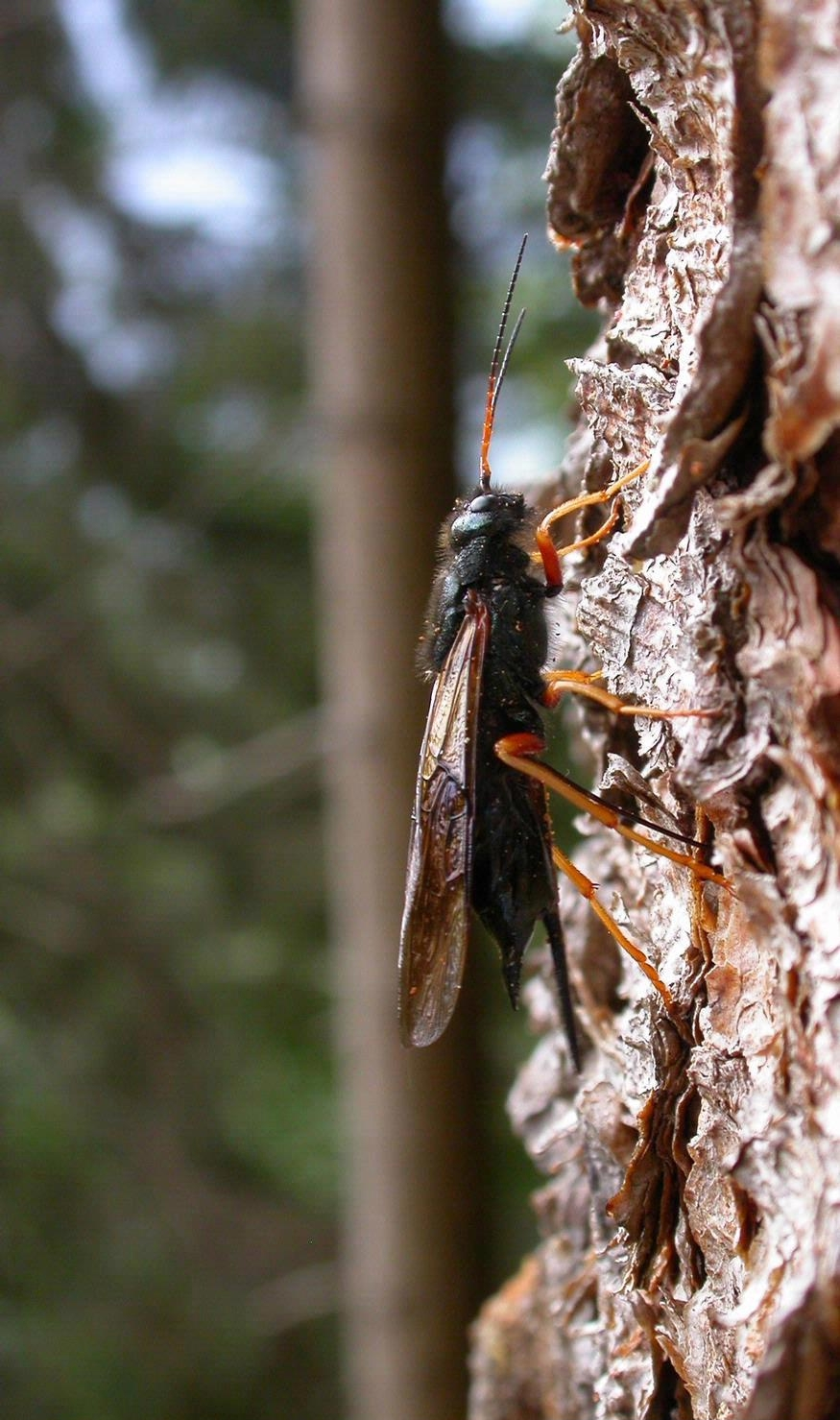
Holzwespe (Wood wasp)

## Geschichte
Es existieren mehrere Entwürfe für eine Parkanlage bei Dunkeld House. Ein Entwurf aus dem Jahr 1748 von William Clark, einem Formal Garden entlang dem Ufer des River Tay bis zu den östlichen Bereichen des Bishop’s Hill. Man weiß von weiteren Pläne aus dem Jahr 1759 von Matthew Stobie und aus dem Jahr 1780 von J. Stobie es ist aber nicht bekannt, wo sie sich gegenwärtig befinden. Es gibt auch Einträge in der General Roy’s map von 1750. Das Land gehörte ursprünglich der Kirche und wurde im 17. Jahrhundert von den Dukes of Atholl erworben, die weiteres Gelände von Croftern (Kleinbauern) kauften. Der 2. Duke of Atholl gab 1724 einen Entwurf in Auftrag, der von seinem Neffen und Erben John 1758 umgesetzt wurde. Als er 1764 den Titel erbte und 3. Duke wurde, setzte er den Ausbau weiter fort. Der 4. Duke, der 1774 den Titel erbte, setzte den Ausbau des Parks in den folgenden 25 Jahren fort. 1783 renovierte er die Eremitage und nannte sie nun Ossian’s Hall. 1869 wurde Ossian’s Hall von Vandalen gesprengt und anschließend dem Verfall überlassen. 1943 wurde Ossian’s Hall und rund 13 ha Gelände des Parks dem NTS geschenkt, der das Gebäude restaurierte und das Gelände der Öffentlichkeit zugänglich machte. 2024 betrug die Besucherzahl etwa 360.000 Personen.